# Paul Kelly
Paul Kelly, de nom complet Paul Michael Kelly (Nova York, 9 d'agost de 1899 − Beverly Hills, 6 de novembre de 1956), va ser un actor estatunidenc.

## Biografia
Paul Kelly debuta al teatre el 1906 (als set anys). Cinc anys després, el 1911 (als dotze anys), debuta a la vegada al teatre a Broadway (Nova York) i al cinema (on rodarà nombroses pel·lícules com a nen-actor, sobretot curtmetratges, durant el període del cinema mut).
La seva carrera va ser breument interrompuda de 1927 a 1929 per 25 mesos de presó, per homicidi involuntari. Havent mort l'actor Ray Raymond en una baralla el 15 d'abril de 1927, va ser jutjat el mateix any i condemnat a una pena d'1 a 10 anys de presó. Pena purgada en la presó de San Quentin a Califòrnia,
La vídua de Ray Raymond, Dorothy MacKaye, es va casar amb Paul Kelly el 1931. Havia estat empresonada per complicitat en aquest homicidi.
A Broadway, actua en vint-i-una obres i una revista, l'últim cop l'any 1951. Al cinema, participa en cent-cinquanta-vuit pel·lícules americanes, Més tard, en la seva carrera cinematogràfica com a adult, Kelly va aparèixer en pel·lícules principalment com a actor de personatges interpretant nois durs, alguns simpàtics, altres no, durant les dècades de 1930, 1940 i 1950. Les seves dues últimes pel·lícules s'estrenaven l'any 1957, un any després de la seva mort per una crisi cardiaca.
Per a la televisió, participà en deu sèries, de 1950 a 1956.

## Filmografia parcial
Les seves pel·lícules més destacades són

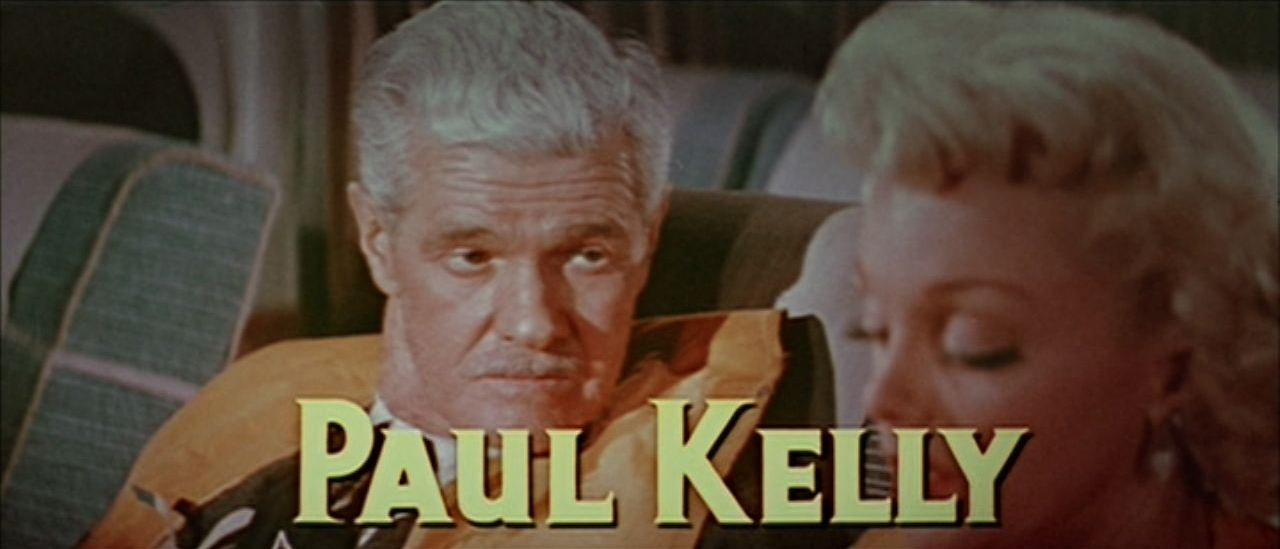
A The High and the Mighty (1954)

- 1912: A Juvenile Love Affair de Charles Kent (curt)
- 1913: Dick, the Dead Shot de Van Dyke Brooke (curt)
- 1914: Buddy's First Call de Tefft Johnson (curt)
- 1914: Polishing Up de George D. Baker (curt)
- 1915: The Jarr Family discovers Harlem de Harry Davenport (curt)
- 1915: The Closing of the Circuit de Harry Davenport (curt)
- 1916: The Doctor of the Afternoon Arm de Robert Hill (curt)
- 1917: Knights of the Square Table d'Alan Crosland
- 1919: Fit to win d'Edward H. Griffith et Lewis Milestone (curt)
- 1919: Anne of Green Gables de William Desmond Taylor
- 1921: The Great Adventure de Kenneth S. Webb
- 1926: The New Klondike de Lewis Milestone
- 1927: Slide, Kelly, Slide d'Edward Sedgwick
- 1927: Special Delivery de Rosoce Arbuckle
- 1933: Broadway through a Keyhole de Lowell Sherman
- 1934: Death on the Diamond d'Edward Sedgwick
- 1935: Star of Midnight de Stephen Roberts
- 1935: Public Hero No.1 de J. Walter Ruben
- 1936: The Accusing Finger de James Patrick Hogan
- 1937: Navy Blue and Gold de Sam Wood
- 1938: Torchy Blane in Panama de William Clemens
- 1939: Els turbulents anys vint (The Roaring Twenties) de Raoul Walsh
- 1939: 6,000 Enemies de George B. Seitz
- 1939: Within the Law de Gustav Machatý
- 1939: Forged Passport de John H. Auer
- 1940: The Howards of Virginia de Frank Lloyd
- 1940: Wyoming de Richard Thorpe
- 1940: Flight Command de Frank Borzage
- 1941: Ziegfeld Girl de Robert Z. Leonard
- 1941: Batalló de paracaigudistes (Parachute Battalion) de Leslie Goodwins
- 1942: Flying Tigers de David Miller
- 1942: Tarzan's New York Adventure de Richard Thorpe
- 1944: The Story of Dr. Wassell de Cecil B. DeMille
- 1945: San Antonio de David Butler
- 1945: China's Little Devils de Monta Bell
- 1945: Allotment Wives de William Nigh
- 1947: Foc creuat (Crossfire) d'Edward Dmytryk
- 1947: Adventure Island de Sam Newfield
- 1950: The File on Thelma Jordan o Thelma Jordan de Robert Siodmak
- 1950: The Secret Fury de Mel Ferrer
- 1950: Guilty of Treason de Felix E. Feist
- 1950: Side Street d'Anthony Mann
- 1950: Frenchie de Louis King
- 1952: L'honor del comandant Lex (Springfield Rifle) d'André De Toth
- 1953: Gunsmoke de Nathan Juran
- 1953: L'instant decisiu (Split Second) de Dick Powell
- 1954: The High and the Mighty de William A. Wellman
- 1954: Johnny Dark de George Sherman
- 1955: The Square Jungle de Jerry Hopper
- 1956: Storm Center de Daniel Taradash
- 1957: Bailout at 43,000 de Francis D. Lyon

## Teatre (a Broadway)
- 1911: The Confession de James Halleck Reid
- 1916: Little Women, adaptació de Marian De Forest, adaptació de la novel·la homònima de Louisa May Alcott
- 1918: Seventeen, adaptació de Hugh Stanislaus Stange i Stannars Mears, de la novel·la homònima de Booth Tarkington, amb Ruth Gordon
- 1918: Penrod d'Edward E. Rose, dels personatges creats per Booth Tarkington
- 1921: Honors are Even de Roi Cooper Megrue
- 1922: Up the Ladder d'Owen Davis, posada en escena de Lumsden Hare
- 1922-1923: Whispering Wires de Kate McLaurin
- 1923-1924: Chains de Jules Eckert Goodman, amb Katharine Alexander, Gilbert Emery
- 1924: The Lady Killer d'Alice i Frank Mandel, amb James Gleason
- 1924: Nerves de John Farrar i Stephen Vincent Benét, amb Humphrey Bogart
- 1925: Houses of Sand de G. Marion Burton, amb Charles Bickford
- 1925: The Sea Woman de Willard Robertson, amb Charles Halton, Blanche Yurka
- 1926: Find Daddy de Tadema Bussiere
- 1930: Nine-Fifteen Revue, revista coreografiada per Busby Berkeley i Leon Leonidoff
- 1930: Bad Girl de Brian Marlow i Viña Delmar, adaptació de la novel·la homònima d'aquesta, amb Sylvia Sidney.
- 1931: Hobo de Frank S. Merlin, amb Victor Kilian
- 1931: Just ot remind you d'Owen Davis, amb Jerome Cowan, Frank McDonald
- 1932: Adam had Two Sons de John McDermott
- 1932: The Great Magoo de Ben Hecht i Gene Fowler, posada en escena per George Abbott, amb Percy Kilbride, Victor Kilian, Millard Mitchell
- 1945: Beggars are coming to Town de Theodore Reeves, amb Luther Adler, Arthur Hunnicutt, E.G. Marshall, Harold Young
- 1947: Command Decision de William Wister Haines, amb Stephen Elliott, James Whitmore
- 1950-1951: The Country Girl de (i posada en escena per) Clifford Odets, amb Uta Hagen.